# 1844 en architecture
| Années de l'architecture : 1841 - 1842 - 1843 - 1844 - 1845 - 1846 - 1847    |
| Décennies de l'architecture : 1810 - 1820 - 1830 - 1840 - 1850 - 1860 - 1870 |

Cet article présente les faits marquants de l'année 1844 en architecture.

## Réalisations
- Construction de la cathédrale d'Uspensky à Kharkiv en Ukraine.
- Construction du Scott Monument à Édimbourg en Écosse.
- Début de la construction de la Palm House dans les Jardins botaniques royaux de Kew, à Londres (fin en 1848).
- Construction de la Villa Angiolina à Opatija (Croatie actuelle).

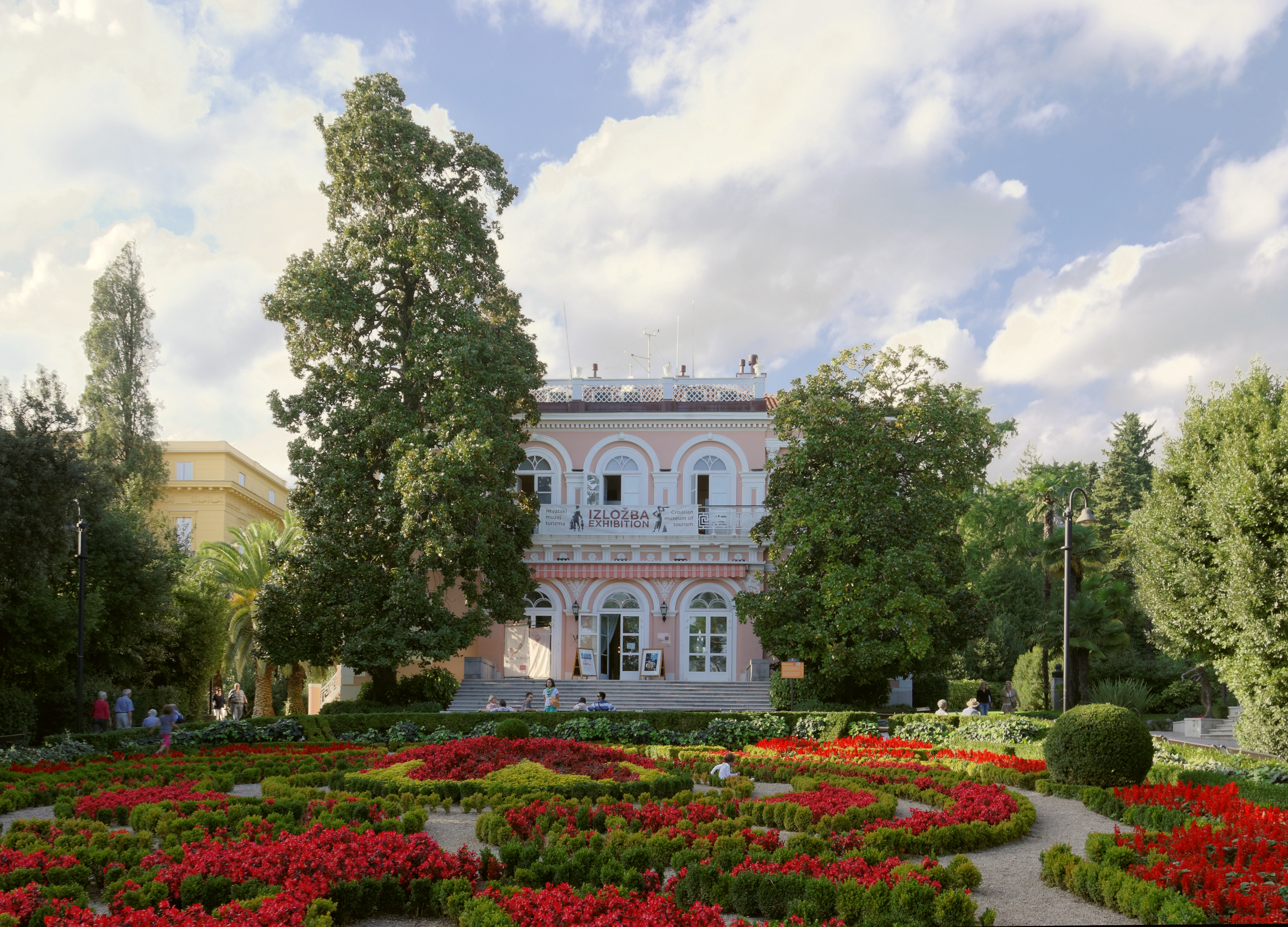
La Villa Angiolina en 2014.

## Événements
- x

## Récompenses
- Royal Gold Medal : x.
- Prix de Rome : Prosper Desbuisson premier grand prix, Charles Jean Lainé second grand prix.

## Naissances
- 11 janvier : Prosper Bobin († 10 décembre 1923).
- 23 juin : Émile Bénard († 15 octobre 1929).
- 3 juillet : Dankmar Adler († 16 avril 1900).

## Décès
- 15 avril : Charles Bulfinch (° 8 août 1763).